# Іларіон Пісочинський
Іларіон Пісочинський (д/н — 1572) — український церковний діяч часів Великого князівства Литовського.

## Життєпис
Походив з дрібного шляхетського роду Гоголів з Брацлавщини. Єдиний син Матвія Гоголя і Аграфени Рудецької. При народженні отримав ім'я Лукаш. Згодом за невідомих причин змінив своє прізвище на Пісочинський, як у зведеного брата Гнівоша. Разом з останнім перебував у почті князів Острозьких.
Згодом обрав церковну кар'єру. Змінив ім'я на Іларіон. У 1556 році обирається архімандритом Києво-Печерської лаври як Іларіон II. Відзначився, як борець за права монастиря. 1567 року за скаргою останнього король польський і великий князь литовський Сигізмунд II Август підтвердив, що Києво-Печерський монастир перебуває під опікою самого короля і що по тому архімандрита і ченців не повинні судити представники світської влади, архімандрита може судити лише сам король, а ченців — духовна влада.
Зберігся лист Іларіона Пісочинського від 10 лютого 1557 року до Сильвестра, митрополита Київського, Галицького і всія Русі. Втім вже 1561 року архімандрит скаржився Сигізмунду II Августу на утиски з боку цього митрополита, який між іншим, самовільно заволодів Пустинно-Микільським монастирем із усіма його маєтками й угіддями. Король своєю грамотою від 24 квітня 1561 року наказав митрополиту Сильвестру негайно повернути монастир із його маєтками й угіддями Києво-Печерській лаврі і надалі не втручатися в її справи.
1570 року Іларіон II виклопотав у короля польського і великого князя литовського підтвердну грамоту Києво-Печерському монастирю на право общинного самоврядування і незалежності від київських воєвод. 1571 року завдяки діям архімандрита Лавра отримала право посилати ченців і слуг до сіверських міст Московського царства для збору данини, а також володіння селом Вишеньки в Київському повіті.
У 1571 році права на архімандрита висунув шляхтич Василь Шашкович-Конюський, посилаючись на те, що архімандрит Іларіон Пісочинський нібито добровільно, за згодою київської шляхти поступився архімандритством Печерським його батькові Богдану Конюському. Натомість король доручив великому гетьману коронному і воєводу руському Юрію Язловецькому з'ясувати обставини справи. Архімандрит Іларіон заявив, що свого архімандритства і права на монастир ніколи добровільно не поступався, а що королівські ревізори забрали у нього монастирські папери і грамоти й віддали Василю Конюському. Після цього Язловецький повернув Іларіону настоятельство. Король затвердив розпорядження воєводи.
У 1572 році у архімандрита виник конфлікт з ченцями Київського Пустинно-Микільського монастиря, який відмовлявся визнати новообраного ігумена. Внаслідок втручання у справу князя Костянтина Василя Острозького, Іларіон Пісочинський змушений був визнати дії ченців монастиря. Ймовірно архімандрит відмовився від протистояння також внаслідок тяжкої хвороби, від якої він помер того ж року. Новим архімандритом став Йона Деспотович.